# Class 82
De Class 82 is een Britse elektrische locomotief die is gebouwd in het kader van de elektrificatie van de West Coast Main Line. De reeks is een van de vijf voorseries die gebouwd zijn om te komen tot een standaard locomotief, de latere Class 86, voor de West Coast Main Line. De reeks kreeg aanvankelijk de aanduiding AL2, voluit AC Locomotive 2nd design, ofwel wisselstroomlocomotief ontwerp 2.